# Montauk (New York)
Montauk je osada ve městě East Hampton v okrese Suffolk County ve státě New York, na východním konci jižního pobřeží ostrova Long Island, na poloostrově South Fork. Je součástí skupiny vesnic a osad, tvořících dohromady přímořské letovisko známé jako The Hamptons. V roce 2010 bylo v Montauku registrováno 3 326 obyvatel a osada zahrnovala území, které se táhne v délce asi 21 km od Napeague na západě až k nejvýchodnějšímu bodu státu New York, majáku Montauk Point Light. Samotná osada ovšem zabírá mnohem menší rozlohu a nachází se přibližně v polovině mezi oběma krajními body.

## Dějiny

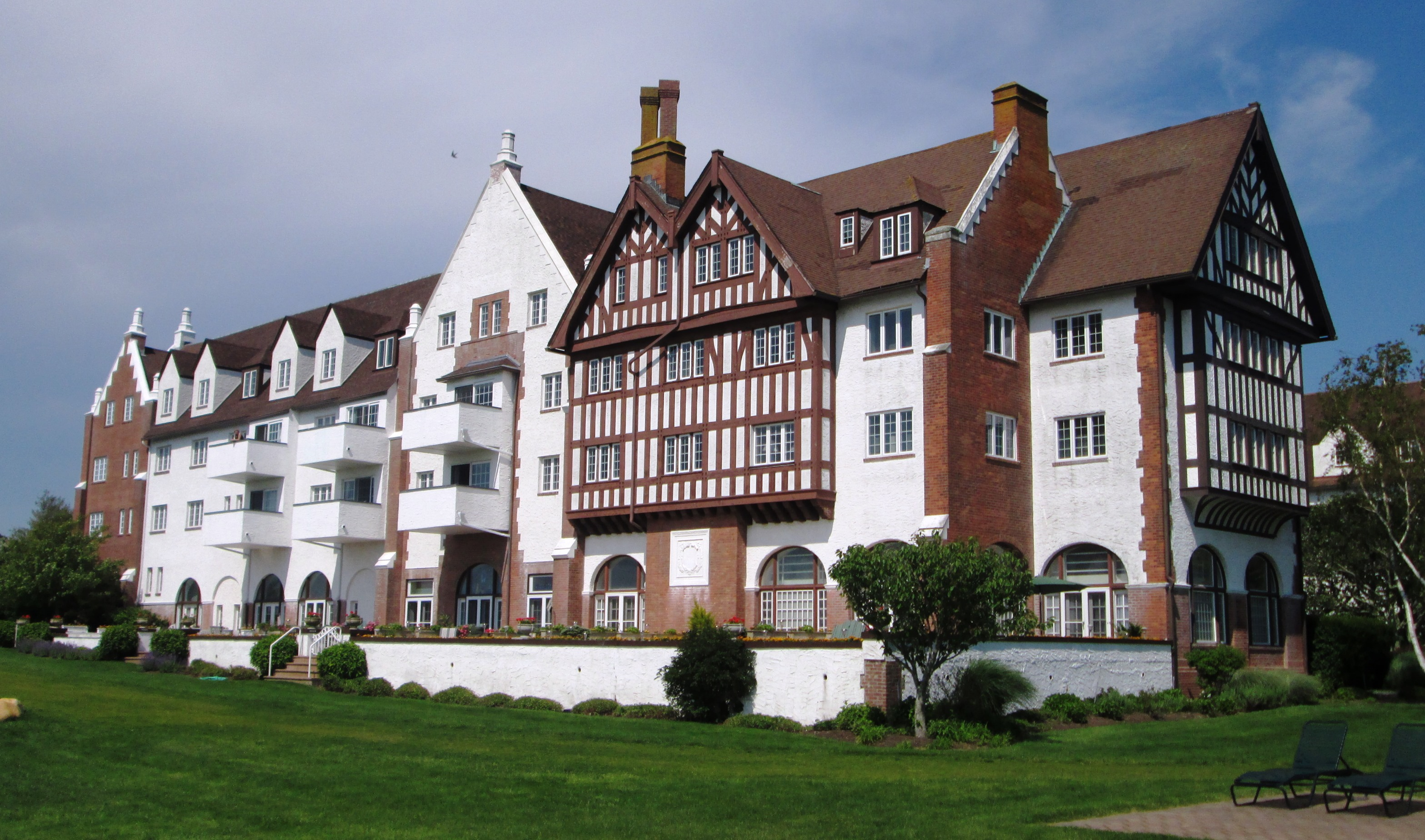
Luxusní hotel Montauk Manor (2013)

Název nynější osady je odvozen od jména Montaukett, jak se nazýval kmen domorodých obyvatel, který v této oblasti původně žil. V roce 1614 se zde s tímto kmenem setkal Adriaen Block, nizozemský cestovatel.

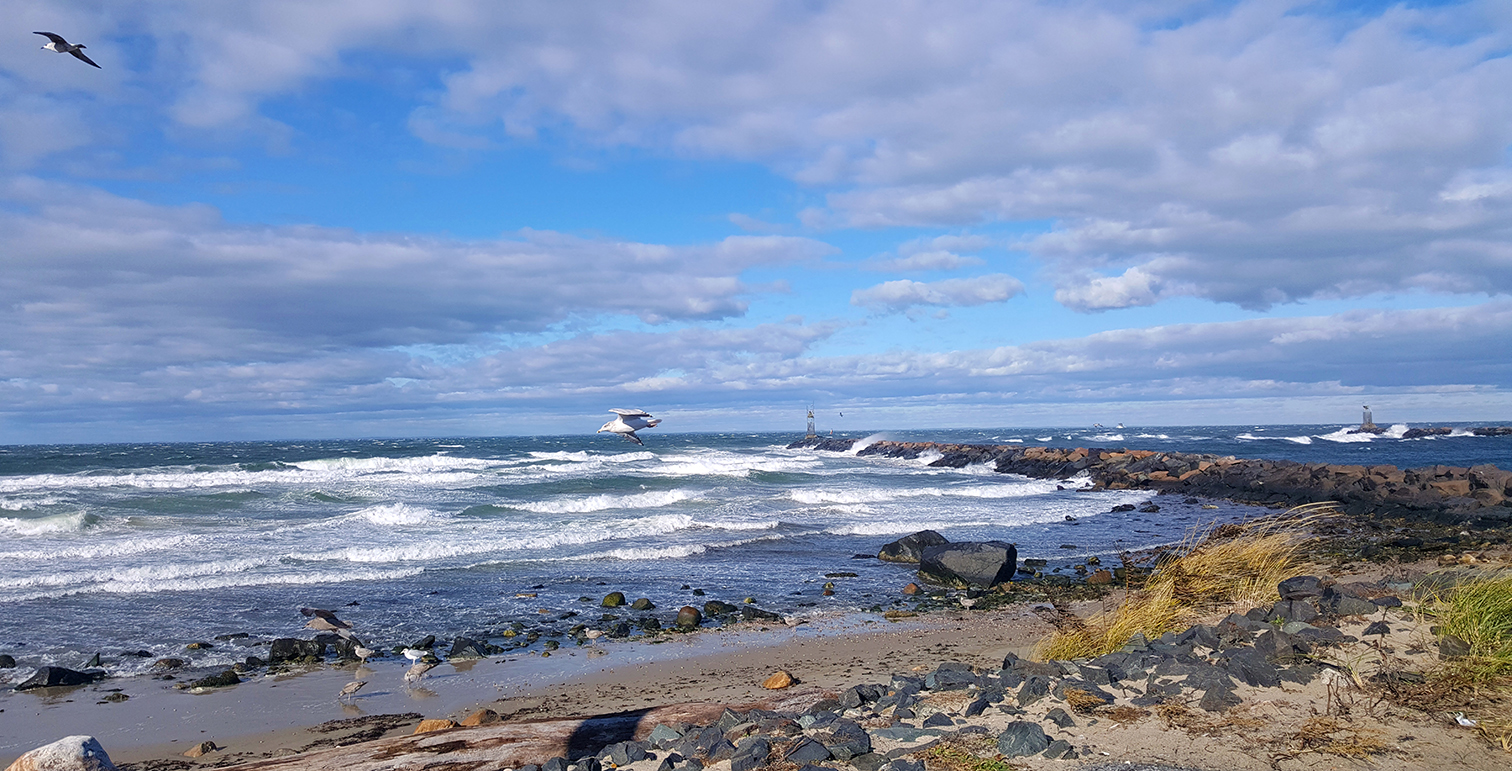
Pobřeží Atlantského oceánu, vpravo vjezd do přístavu Montauk Harbor

V roce 1926 koupil podnikatel Carl G. Fischer 40 km2 pozemků, většinu východního konce Long Islandu, za pouhých 2,5 milionu dolarů. Jeho záměrem bylo proměnit Montauk v Miami Beach severu a zřídit tam vesnici ve stylu tudorovské architektury. Do roku 1932 nechal v tomto stylu postavit cca 30 staveb, mezi jinými luxusní hotel Montauk Manor. Založil Montauk Yacht Club a golfové hřiště Montauk Downs Golf Course.

## Základny ozbrojených sil
Poloha na samotném konci poloostrova South Fork na Long Islandu, ale jen 190 km od centra New Yorku (Midtown Manhattan), učinila Montauk atraktivním místem pro umístění základen všech hlavních složek ozbrojených sil Spojených států – armády, námořnictva, pobřežní stráže i letectva. Maják Montauk Point Light byl prvním majákem ve státě New York a je čtvrtým nejstarším majákem v aktivní službě ve Spojených státech.

## Turistika a rybářství
Montauk je významnou turistickou destinací. Na jeho území se nachází šest státních parků. Je známý také pro možnosti rybaření – tvrdí se, že v jeho vodách bylo dosaženo největšího počtu rybářských rekordů na slané vodě. V jeho přístavu, vdáleném pouze 32 km od pobřeží Connecticutu, se nachází největší komerční i rekreační rybářská flotila ve státě New York.